# لیونل بارتز
 لیونل بارتز (انگلیسی: Lionel Barthez؛ زاده ۱۸ مهٔ ۱۹۶۷) یک تنیس‌باز اهل فرانسه است. 